# Patrick Roux
Patrick Roux, (* 29. dubna 1962 v Alès, Francie) je bývalý francouzský zápasník – judista.

## Sportovní kariéra
S judem začínal v 10 letech. Členem francouzské seniorské reprezentace byl od roku 1982. Po olympijských hrách v Los Angeles v roce 1984 držel řadu let pozici francouzské reprezentační jedničky v superlehké váze. V roce 1988 pozici udržel proti mladému Philippu Pradayrolovi a zajistil si účast na olympijských hrách v Soulu. V semifinále nestačil na domácího Korejce Kim Če-jopa a nakonec skončil bez medaile. Sportovní kariéru ukončil v roce 1990. Věnuje se trenérské práci.

## Výsledky
| Turnaj             | 1984            | 1985            | 1986            | 1987            | 1988            |
| Turnaj             | 22              | 23              | 24              | 25              | 26              |
| Turnaj             | superlehká váha | superlehká váha | superlehká váha | superlehká váha | superlehká váha |
| ------------------ | --------------- | --------------- | --------------- | --------------- | --------------- |
| Olympijské hry     | —               |                 |                 |                 | 5.              |
| Mistrovství světa  |                 | úč.             |                 | 3.              |                 |
| Mistrovství Evropy | 3.              | 3.              | 3.              | 1.              | 2.              |